# Elecciones generales de Honduras de 1863
Las elecciones generales de Honduras de 1863, se realizaron en la ciudad capital de Comayagua el 31 de diciembre de 1863.
El Presidente provisional José María Medina deposita la administración en el licenciado Francisco Inestroza mientras este se ocupa de su candidatura presidencial (a la reelección) llevando consigo en su fórmula como vicepresidente al general Florencio Xatruch.
Las elecciones se realizaron en la ciudad capital de Comayagua, en la asamblea el candidato ganador fue José María Medina, convirtiéndose en Presidente Constitucional por primera vez, para el periodo presidencial entre el 15 de febrero de 1864 al 1 de febrero de 1866. José María Medina tomó posesión del cargo presidencial en la ciudad de Gracias en fecha 14 de febrero de 1864.

### Resultado de las elecciones
La Gaceta de la República de Honduras en la edición del 10 de marzo de 1864, Tomo 5, Número 17 publicó los resultados de los candidatos para Presidente de la República, los cuales se detallan a continuación: 
Escrutinio final de las elecciones:
| Candidato                              | Votos  |
| General José María Medina              | 13,056 |
| General Florencio Xatruch              | 4,704  |
| General Mariano Álvarez                | 2,246  |
| General León Alvarado                  | 297    |
| Licenciado Pedro Alvarado              | 108    |
| General Francisco López                | 29     |
| Saturnino Bográn Bonilla               | 9      |
| Licenciado Mariano Garrigo             | 9      |
| Licenciado Manuel Gamero               | 4      |
| Licenciado Crescencio Gómez Valladares | 4      |
| Pedro P. Chévez                        | 3      |
| Licenciado Francisco Gamero            | 2      |
| Licenciado José María Martínez Salinas | 2      |
| General Casto Alvarado                 | 2      |
| Justo Rodas                            | 1      |
| Licenciado José María Rojas            | 1      |
| Licenciado Cornelio Lazo               | 1      |
| Gregorio Sarabia                       | 1      |
| Ricardo Suazo                          | 1      |
| Florencio Cuéllar                      | 1      |
| Francisco Álvarez                      | 1      |
| Total de votos                         | 20,482 |

En este periodo presidencial, en 1864, sucede la Guerra de Olancho con un levantamiento propiciado por autonomístas de aquel departamento oriental, que desembocó en crueles enfrentamientos armados. Para el siguiente año, Medina promulgó la Constitución de Honduras de 28 de septiembre de 1865. Autorizó la representación diplomática hondureña ante Europa para adquirir los empréstitos para la construcción del Ferrocarril Nacional de Honduras.